# Antilophia
Antilophia és un gènere d'ocells de la família dels píprids (Pipidrae). Les dues espècies habiten en zones de selva humida del Brasil i zones limítrofes del Paraguai i el Perú.

## Llista d'espècies
S'han descrit 2 espècies dins aquest gènere:
- Antilophia bokermanni - manaquí d'Araripe.
- Antilophia galeata - manaquí de casc.